# 三条実盛
三条 実盛（さんじょう さねもり）は、鎌倉時代の公卿。従三位参議右中将。父は権中納言三条公泰、母は正四位下実忠の女。伏見天皇暗殺を企てた浅原事件で関与が疑われた。

## 経歴
以下、『公卿補任』及び『尊卑分脈』の内容に従って記述する。
- 建長5年（1253年）9月2日、叙爵。
- 建長7年（1255年）12月24日、侍従に任ぜられる。
- 康元2年（1257年）1月6日、従五位上に昇叙。
- 正嘉2年（1258年）4月6日、右少将に任ぜられる。
- 文応元年（1260年）8月3日、正五位下に昇叙。
- 弘長2年（1262年）1月19日、従四位下に昇叙。
- 文永元年（1264年）1月17日、右少将に還任。
- 文永3年（1266年）4月27日、従四位上に昇叙[2]。
- 文永4年（1267年）2月2日、右中将に転任。同年6月23日、皇后宮権亮を兼ねる。
- 文永5年（1268年）1月29日、播磨介を兼ねる。
- 文永6年（1269年）1月5日、正四位下に昇叙。
- 文永9年（1272年）7月11日、出羽権介を兼ねる。
- 弘安3年（1280年）3月16日、美濃介を兼ねる。
- 弘安8年（1285年）3月6日、蔵人頭に補せられる。この年、母の喪に服す。
- 弘安9年（1286年）1月13日、参議に任ぜられる。右中将は元の如し。同年8月14日、従三位に昇叙。
- 弘安10年（1287年）1月13日、参議を辞した。同年4月30日、本座を許される。
- 正応3年（1290年）3月9日、浅原事件が起こり 浅原為頼が自害に用いた刀「鯰尾」が実盛の家に伝わるものと判明し、3月10日に実盛は六波羅探題によって捕縛された[3][4]。
- 嘉元2年（1304年）7月22日、薨去。三条と号す。

## 系譜
- 父：三条公泰（1231-?）
- 母：正四位下実忠の娘
- 妻：不詳
  - 男子：公久
  - 男子：公直
  - 男子：公定